# 濑户大也
濑户大也（日语：／ Seto Daiya，1994年5月24日—），日本男子游泳运动员，主攻混合泳。他出生于埼玉县入间郡毛吕山町。曾就读于早稻田大学体育科学部，大学毕业后加入全日空航空俱乐部。身高174公分。

## 生平
濑户5岁开始学习游泳，小学3年级的时候他第一次在全国大赛上出场。全国大赛中混合泳、自由泳、蝶泳、仰泳、蛙泳所有五个项目的冠军他都有获得过。他以伊恩·索普、迈克尔·菲尔普斯、瑞安·洛赫特为目标，并经常参考他们的泳法。濑户从小便认识和他同龄的萩野公介，两人既是对手又是朋友。
2012年4月，高中3年级的濑户为了获得伦敦奥运会参赛权，报名参加了第88届日本游泳锦标赛的200米个人混合泳和400米个人混合泳，结果两个项目均获得第3名，无缘伦敦奥运。此后状态低下，然而在得知队友萩野公介在伦敦奥运获得铜牌后，他又恢复了信心。2012年年底，他参加在伊斯坦布尔举行的世界短池游泳锦标赛，并分别获得了400米混合泳和200米混合泳的金牌和银牌。
2013年，濑户考入早稻田大学体育科学部。大学入学后不久，他就参加当年的日本游泳锦标赛，在两个混合泳项目上均获得第2名，和获得第1的萩野一同获得在西班牙巴塞罗那举办的世界游泳锦标赛的参赛权。8月，濑户参加世界游泳锦标赛，首先他在200米个人混合泳上获得第7名，随后在400米个人混合泳项目上以4分8秒69的成绩获得金牌，既成为第一个在世锦赛该项目上获得金牌的日本选手，也成为第一个在世锦赛上获得混合泳项目冠军的亚洲男选手。
2014年8月，濑户参加在澳大利亚黄金海岸举行的泛太平洋游泳锦标赛，获得了200米蝶泳的金牌和200米个人混合泳的铜牌。9月，他在仁川亚运会上分别获得了200米蝶泳、4×200米自由泳接力的金牌和400米个人混合泳的铜牌。12月，他又在卡塔尔多哈举办的世界短池游泳锦标赛上分别获得400米个人混合泳、200米蝶泳以及200米个人混合泳的金、银、铜牌。
2015年4月，濑户在日本游泳锦标赛上获得了200米蝶泳的冠军以及200米和400米个人混合泳的亚军，同时取得了游泳世锦赛这三个项目的参赛资格。8月，濑户参加在俄罗斯喀山举办的世界游泳锦标赛，虽然他在200米蝶泳和200米个人混合泳上表现不佳，但他仍然在400米个人混合泳上以4分8秒50的成绩再次夺得该项目冠军，成为第一个在游泳世锦赛成功卫冕的日本选手。
2016年8月，濑户赴巴西里约热内卢参加自己运动生涯里的第一届夏季奥林匹克运动会，在第一个比赛日举办的400米个人混合泳决赛中，他游出了4分9秒71，最终获得一枚铜牌。之后，他又出战男子200米蝶泳项目，最终以1分54秒82排名第5。奥运结束后，濑户为自己定下大目标，他称希望在2020年东京奥运会上出战7个项目，并夺取多枚金牌。同年12月，他参加了在加拿大温莎举办的世界短池锦标赛，取得一定突破，除了获得100米个人混合泳银牌以及200米个人混合泳、200米蝶泳和4×200米自由泳接力的铜牌之外，他还获得400米个人混合泳的三连冠。
2017年3月，濑户从大学毕业。毕业后不久，他与全日空航空签约，成为职业选手。同年7月进行的长池世锦赛，他出战男子200米蝶泳、男子200米个人混合泳和男子400米个人混合泳三个项目。首先他在男子200米蝶泳决赛上游出1分54秒21，收获铜牌，这是他首次在世锦赛男子200米蝶泳项目上夺牌。在第二个项目男子200米个人混合泳当中，他游出1分56秒97的成绩，获得第5名。在最后一个比赛日进行的男子400米个人混合泳接力项目当中，他以4分9秒14的成绩位列第三，无缘该项目三连冠。一个月后，他随团赴台湾台北出战世界大学生运动会，获得两枚金牌和两枚银牌。
2018年8月，濑户出战了泛太平洋游泳锦标赛和亚洲运动会两大赛事，在率先进行的泛太平洋游泳锦标赛中，他收获男子200米蝶泳的金牌和男子400米个人混合泳的铜牌。随后进行的亚洲运动会中，他再收获两枚金牌，同样来自200米蝶泳和400米个人混合泳。他也在同年12月参加了中国杭州举行的世界短池游泳锦标赛，首先他在男子200米蝶泳项目上以1分48秒24的破世界纪录的成绩，首次在短池世锦赛该项目上夺冠。之后他又在男子400米个人混合泳项目上以3分56秒43的成绩再夺一金，并实现在该项目上的四连冠。
2019年4月，濑户在日本锦标赛上收获200米蝶泳、200米个人混合泳和400米个人混合泳三冠。同年的长池世锦赛，他以日本游泳队男队队长身份出战。在他参加的第一个项目男子200米蝶泳中，他以1分53秒86的成绩收获银牌，连续两届世锦赛都在该项目上夺牌。随后进行的男子200米个人混合泳项目中，他在决赛上游出1分56秒14，突破个人最好成绩的同时，也首次在世锦赛该项目上夺得冠军。在最后一个比赛日进行的男子400米个人混合泳项目上，他以4分8秒95的成绩再夺冠。该届世锦赛后，他不仅成为第一位在同一届长池世锦赛上收获三枚个人项目奖牌的日本选手，还以累积四金的成绩力压北岛康介，成为长池世锦赛中摘金最多的日本选手。

## 个人生活
濑户大也的妻子是跳水运动员马渊优佳，两人在2017年5月24日透过社交平台宣布结婚，婚礼于同年10月1日举行。2018年6月26日，两人的長女出生。2020年3月底，二女兒出生。2020年9月23日，有日本媒體公佈數日前拍到的他曾與一名一般女性离开一家廉价爱情旅馆的照片，次日瀨戶大也透過經紀公司承認婚外情。

## 外部連結
- 濑户大也在国际奥林匹克委员会的资料
- （页面存档备份，存于） （日語）
- 濑户大也的X（前Twitter）
- 濑户大也的Instagram帳戶

| 紀錄               | 紀錄                                                       | 紀錄        |
| ------------------ | ---------------------------------------------------------- | ----------- |
| 前任： 查德·勒克洛 | 男子200米蝶泳世界紀錄保持者（短池） 2018年12月11日－       | 繼任： 現任 |
| 前任： 瑞安·洛赫特 | 男子400米个人混合泳世界紀錄保持者（短池） 2019年12月20日－ | 繼任： 現任 |